# Pilipectus cyclopis
Pilipectus cyclopis là một loài bướm đêm trong họ Noctuidae.